# Giovanni Angelo Becciu
Giovanni Angelo Becciu (Pattada, 1948. június 2. –) olasz katolikus püspök, bíboros, a Szenttéavatási Ügyek Kongregációja nyugalmazott prefektusa.

## Pályafutása
1971. augusztus 27-én szentelték pappá, majd egyházjogi doktorátust szerzett.

### Püspöki pályafutása
2001. október 15-én rusellae-i címzetes érsekké és angolai apostoli nunciussá, november 15-én São Tomé és Príncipe-i apostoli nunciussá nevezték ki. December 1-jén szentelte püspökké a iattadai amfiteátrumban Angelo Sodano pápai államtitkár, Paolo Romeo olaszországi apostoli nuncius és Sebastiano Sanguinetti ozieri püspök segédletével.
2009. július 23-án Kubai apostoli nunciussá nevezték ki.
2011. május 10-étől a Pápai Államtitkárság Általános Ügyek Részlegének vezetője lett. Ebben a minőségében ő hagyta jóvá egy 200 millió eurós londoni luxusingatlan egyházi forrásokból (köztük a részben a szegények támogatására szolgáló péterfillérekből) történő megvásárlását, ami kiváltotta Ferenc pápa rosszallását, és ami miatt pénzügyi vizsgálat is indult.
2018. június 28-án Ferenc pápa bíborossá kreálta, szeptember 1-jén pedig a Szentek Ügyeinek Kongregációja prefektusává nevezte ki. Utóbbi pozíció visszalépésnek számít a korábbihoz képest, amit a londoni ingatlanügylettel hoztak összefüggésbe. Miután az ebben szerepet játszó közvetítőt a vatikáni rendőrség letartóztatta, 2020. szeptember 24-én lemondott hivataláról, és pápaválasztó jogáról is (bár a bíborosi címét megtarthatta), ami ritkaságnak számít (utoljára 2013-ban fordult elő).
Elmondása szerint lemondását Ferenc pápa kényszerítette ki, miután meggyanúsították, hogy egyházi pénzeket játszott át a fivéreinek, egyúttal tagadta bűnösségét. 2023. december 16-án első fokon 5 és fél év börtönre, valamint 8000 eurós pénzbüntetésre ítélték, a bíboros fellebbezni kíván.